# Die Schlümpfe (Fernsehserie)

Englische Version

Die Schlümpfe ist eine US-amerikanische Zeichentrick-Fernsehserie, die zwischen 1981 und 1989 von den Hanna-Barbera-Studios für NBC produziert wurde. Die Serie basiert auf der 1958 im Magazin Spirou erschienenen Originalvorlage Die Schlümpfe des belgischen Zeichners Peyo.

## Inhalt
Die Schlümpfe leben in Schlumpfhausen, ihrem Heimatort im „Verwunschenen Land“. Es ist für einen Menschen nur zu erreichen, wenn ein Schlumpf ihn ins Dorf führt oder die Sternkonstellation das Dorf sichtbar macht. Schlumpfhausen wird als „Schlumpfokratie“ ohne weitere Staatsorgane regiert, einzige Ausnahmen sind jene, in denen Schlaubi (in einer verkürzten Adaption des Albums „Schlumpfissimus, König der Schlümpfe“ von Peyo) bzw. Schlumpfine alleine regieren. Papa Schlumpf nimmt als väterlicher Anführer eine Art Bürgermeisterfunktion wahr und hebt sich von den anderen Schlümpfen durch seine weiße Barttracht und seine rote Kleidung ab. Die übrigen Schlümpfe sind bartlos und, mit Ausnahme der Schlumpflinge, weiß gekleidet und tragen meist eine phrygische Mütze. Die markanten Persönlichkeiten sind jedoch optisch auf ihr Können festgelegt. Schlümpfe sind immer männlich und werden nicht geboren, sondern von Störchen gebracht (wie Baby Schlumpf). Weibliche Schlümpfe wie Schlumpfine, Omaschlumpf und Sassette können nur durch einen Zauberspruch, angewendet auf blaue Tonerde, entstehen. Während Schlumpfine und Sassette durch die Zaubersprüche aus Gargamels Hexenbuch entstanden, ist die Herkunft Omaschlumpfs unbekannt geblieben.
Fortbewegungsmittel sind Störche, mit denen weite Entfernungen zurückgelegt werden können. Später dient besonders den jüngeren Schlümpfen („Schlumpflingen“) der Hund „Welpi“ als Fortbewegungsmittel. Die meisten Schlümpfe leben in ausgehöhlten Pilzen, die wie Häuser eingerichtet sind. Sie ernähren sich von Schlumpfbeeren (rote Beeren bzw. Sarsaparilla), dessen Samen Traumi und seine Crew einst von einer Schiffsreise mitbrachten. Die Schlumpfsprache ist eine Mischung aus originären Elementen und der jeweiligen Ausstrahlungssprache, in der die Wortstämme der Verben, Substantive und Adjektive beliebig durch den Wortstamm „schlumpf“ ersetzt (in anderen Ländern entsprechend z. B. durch „pitufo“ oder „smurf“) werden können. Für Menschen sind die Schlümpfe daher nur schwer zu verstehen.
Der böse Zauberer Gargamel, der zusammen mit seinem Kater Azrael in einer baufälligen Hütte mit Turm lebt, benötigt für ein Rezept zur Herstellung von Gold unter anderem einen Schlumpf (in der weiteren Geschichte bis zu 6 Schlümpfe). So versucht er sie zu fangen, um mit ihnen Gold zu machen (in der Geschichte Schlumpfgold gelingt es ihm zum ersten Mal) oder Suppe zu kochen. Später hat Gargamel einen Lehrjungen namens Rotznase (Bolvamel). Seltener tauchten noch andere Personen wie die hässliche Hexe Hogatha und ihr Geier Harold (in der deutschen Übersetzung Edgar) auf sowie ein Monster namens Nemesis, das Opa Schlumpf Albträume bereitet. Dabei handelt es sich um einen bösen Zauberer, der den Schlümpfen ihren Langlebensstein stehlen wollte, um selbst ewig zu leben. Weitere wiederkehrende Figuren sind Gargamels Mutter und sein böser Patenonkel Balthasar sowie der verfressene Oger Großmaul und die Zauberin Chlorhydris, die die Liebe aus der Welt verbannen will. Als Freunde der Schlümpfe treten außerdem Vater Zeit und Mutter Natur auf, die sich um die Jahreszeiten im Schlumpfwald kümmern.
Ab Staffel 9 gibt es ein neues Intro und die Schlümpfe befinden sich nicht mehr im Zauberwald, sondern auf Zeitreise. Anfangs noch um einen kleinen Triceratops in dessen Zeit zurückzubringen, gelangen sie mithilfe von Zauber-Kristallen in verschiedene Zeitepochen und Länder, u. a. in das alte Ägypten, nach Japan, China, Irland, an den Südpol und sie werden für kurze Zeit zu Schrumpfköpfen. Manchmal werden sie auch begleitet, z. B. von Hermes und seinem "Peggy" (Pegasus), ebenso von Merlin, der gegen Morgana le Fay zaubert oder treffen berühmte Personen wie zur Zarenzeit in Russland, so trifft Toulousi den Maler Iwan Iwanowitsch Schischkin, der Eier bemalt (siehe hierzu Fabergé-Ei). Später treffen sie auf ein Nashorn mit einem goldenen Horn, das ähnlich wie Midas alles zu Gold erstarren lässt, das davon berührt wird. Manchmal taucht Anachronismus auf, z. B. wird Torti Pizzabäcker in Italien zur Zeit Julius Cäsars, Pizza gibt es aber erst seit dem 19. Jahrhundert.

## Figuren

### Schlümpfe
Papa Schlumpf ist das Oberhaupt des Dorfes. Im letzten Frühjahr war er 542 Jahre alt. Man erkennt ihn am weißen Bart und der roten Kleidung. Er ist ein weiser, alter Schlumpf und versucht seine Schlümpfe in dem Sinne zu erziehen. Als erfahrener Alchemist bewahrt er die Schlümpfe mit seinem Wissen oft vor Gefahr. Er wurde einst von Pallador in Alchemie unterwiesen.
Schlumpfine wurde ursprünglich vom schrecklichen Zauberer Gargamel geschaffen, um Unruhe unter die Schlümpfe zu bringen. Papa Schlumpf verwandelt sie in einen richtigen (weiblichen) Schlumpf, der von vielen Schlümpfen umschwärmt wird. Schlumpfine ist nun blond, trägt ein weißes Kleid und weiße Stöckelschuhe, sie liebt Blumen.
Schlaubi ist der einzige Schlumpf, der alles ernst nimmt. Er verbringt seine Zeit damit, den anderen Predigten zu halten und auf törichte Weise althergebrachte Zitate zu murmeln. Was immer Papa Schlumpf sagt, ist ihm heilig. Außerdem ist Schlaubi eine notorische Petze, was ihm regelmäßig einen Freiflug mit unsanfter Kopflandung einbringt.
Hefty erkennt man leicht an seinem Herztattoo am Arm. Er hält sich mit praktisch jedem Sport fit, vor allem mit Gewichten, die er ständig stemmt. Bei schwierigen Aufgaben kann man immer auf ihn zählen. Er ist zwar ein kleiner Trampel, aber stets hilfsbereit.
Clumsy ist ein wandelndes Missgeschick, und was auch immer er tut, stellt sich unweigerlich als Katastrophe heraus. Egal, ob er versucht, einen Nagel einzuschlagen, eine Wand zu streichen oder zu kochen – es endet immer mit einem Unfall. Aber er kann auch mutig sein und hat sein Herz am rechten Fleck. Weiterhin ist er der einzige echte Freund von Schlaubi, wird von diesem aber stets vor den Karren gespannt.
Fauli ist ein Schlumpf, der einfach überall schlafen kann: im Schatten eines Pilzes unter einer Schubkarre oder sogar auf der Baustelle des Staudamms. Jeder Ort passt für ein kleines Nickerchen. Sein erster Gedanke am Morgen ist, wann er wieder ins Bett gehen kann. Man muss das nicht unbedingt faul nennen, aber der bloße Gedanke an Arbeit erschöpft Fauli schon.
Beauty ist der Schlumpf, mit einer Blume an der Mütze und einem Handspiegel, der sich am meisten um sein Aussehen kümmert. Feinfühlig und sensibel verbringt er seine Zeit mit Modegesprächen mit Schlumpfine und mit dem Auffrischen seines Teints. Sollte sein Spiegel zerbrechen, wäre er der unglücklichste Schlumpf, den es gibt.
Handy ist der Schlumpf, der sich um alles in Schlumpfhausen kümmert. Er repariert nicht nur, sondern erfindet auch viele nützliche Maschinen. Einen Roboter, ein Flugzeug, einen kleinen Zug und sogar eine Apparatur, die Regen und blauen Himmel schlumpfen kann. Weil er immer zu tun hat, trifft man ihn in Latzhose, mit einem Stift hinter dem Ohr. Er steht in latenter sportlicher Konkurrenz zu Hefty. Seit der Folge Handys Liebchen versucht er zu der Meerjungfrau Marina zu gelangen und baut hierzu neue Erfindungen, um ihr näher zu sein.
Muffi ist immer grummelig. Ständig sagt er: „Ich hasse …“ und geht damit seinen Freunden auf die Nerven. Es ist ganz selten, dass er mal etwas mag, und das hasst er dann auch wieder. Aber er hat ein gutes Herz und kann auch freundlich sein, was sich vor allem in seiner quasi-väterlichen Beziehung zu Baby Schlumpf widerspiegelt.
Jokey ist ein Kerl, der nur für Späße lebt. Dieser Schlumpf macht Geschenke, die einem ins Gesicht fliegen, vorausgesetzt man ist dumm genug, sie anzunehmen. Und das ist nur einer von seinen zahllosen Streichen. Die Schlümpfe sind ihm zwar ein bisschen böse, aber tief im Inneren vergeben sie ihm seine kleine Schwäche – vor allem, wenn einer seiner Streiche nach hinten losgeht. Dann haben sie die Lacher auf ihrer Seite.
Torti ist ein Schlumpf, der ausschließlich ans Essen denkt und auch kocht. Dementsprechend trägt er eine weiße Kochmütze und eine weißen Schürze. Aus seinem Haus duftet es meistens nach leckeren warmen Brötchen, knusprigem Hefegebäck und nach allen möglichen Kuchen und Torten.
Toulousi lebt nur für seine Kunst. Seine Pinsel, Farben und Leinwand sind sein wertvollster Besitz. Er macht aus ihnen Landschaften, Porträts und Stillleben. Unnötig zu sagen, dass Schlumpfine eines seiner Lieblingsmodelle ist. Manchmal versucht er sich an experimenteller Malerei, die niemand außer ihm versteht. Sein Name ist angelehnt an den Maler Henri de Toulouse-Lautrec.
Farmi kümmert sich um den Anbau von Salat und Gemüse. Anfangs war er gekleidet wie alle übrigen Schlümpfe und lediglich an seiner stets mitgeführten Feldhacke zu erkennen, in den späteren Folgen kamen eine grüne Latzhose, braune Holzschuhe, sowie ein Strohhut in Form einer Schlumpfmütze als Erkennungsmerkmale hinzu. Außerdem spricht Farmi in der deutschen Synchronisation in einem sächsischen Dialekt, was als Anspielung auf die DDR ("Arbeiter-und-Bauern-Staat") gedeutet werden kann.
In einem Kürbis findet er „Wünschel“, einen Flaschengeist, der ihm von Zeit zu Zeit Wünsche erfüllt.
Baby Schlumpf wurde eines Nachts, als der Mond blau schien, von einem Storch ins Dorf gebracht, niemand weiß, woher. Baby Schlumpf wurde sofort von allen Schlümpfen adoptiert und hat ihr ruhiges, bescheidenes Leben komplett umgekrempelt – aber keiner beklagt sich.
Harmony ist ein echter Musikfan und spielt mit Hingabe alle Instrumente, die er auftreiben kann. Leider ist das einzige, was er ihnen an Tönen entlockt, oft ein ohrenbetäubendes Lärm – zum Schrecken seiner Gefährten.
Poeti ist mit Feder und Pergament unterwegs im Dorf und dem umgebenden Wald, immer auf der Suche nach Inspiration. Den lieben langen Tag sinniert er völlig abgehoben über Reime. Schlumpfine ist für ihn eine nie versiegende Quelle der Inspiration.
Tarzan Schlumpf verirrte sich als kleiner Junge im Wald und wurde von Papa Schlumpf als der „verlorengegangene Schlumpf“ bezeichnet. Er wurde von Eichhörnchen adoptiert und groß gezogen. Daher ist sein Verhalten manchmal ein wenig seltsam, erklärt aber, warum er lieber im Wald lebt als im Dorf mit den anderen Schlümpfen. Tarzan Schlumpf beruht auf der gleichnamigen Figur Edgar Rice Burroughs, deutlich wird dies am Eichhörnchen, das den Namen Cheeta erhielt, Naturi ist hier als „Boy“ zu sehen.
Traumi verbringt seine Zeit damit, in die Sterne zu gucken. Sein größter Traum: durch den Weltraum zu reisen und viele tolle Planeten zu entdecken, auf denen die Schlümpfe noch nie waren. Außerdem wird er zum Kapitän ernannt, wenn die Schlümpfe auf andere Inseln segeln.
Schürfi ist der Bergwerksschlumpf, arbeitet meist in einer Mine nahe dem Schlumpfdorf und baut in seinem Stollen Erze, Feuersteine und Gestein, sowie manchmal Utensilien für Papa Schlumpfs Experimente ab. Zu erkennen ist er an einer Kerze auf seiner Schlumpfmütze (manchmal trägt er auch eine Grubenlampe), sowie an seinen Arbeitshandschuhen und seiner Spitzhacke. In der deutschen Synchronisation spricht er in "Kumpelsprache", eine Anspielung an das stark vom Bergbau geprägte Ruhrgebiet.
Sein Name leitet sich aus der Bergwerkssprache von Schurf ab.
Zwirni ist der Schneider der Schlümpfe. Er trägt eine Nähnadel in seinem Hut und ein Maßband um den Hals. Schlaubi versucht ihn mit einer Zaubernadel zu entlasten, doch er ist für das Schlumpfdorf unverzichtbar, auch wenn er meist bei seinem Altbewährten bleibt – weißen Mützen und weißen Schlumpfhosen. Sein Name stammt von Zwirn ab.
Naturi ist einer der Schlumpflinge. Er liebt die Natur sowie alle ihre Geschöpfe und man sieht ihn nie ohne seinen treuen Gefährten, eine kleine Raupe namens Papilio. Er liebt die Natur so sehr, dass er immer barfuß herumläuft.
Forschi verlor, als er in der Uhr von Vater Zeit jünger wurde, nichts an seinem explosiven Charakter. Man darf ihm nichts unpassendes sagen, sonst explodiert er und wird schrecklich ärgerlich. Er ist der Schlagzeuger in der Band der Schlumpflinge und das passt. In der 9. Staffel wird er auch als „Schnappi“ bezeichnet.
Schlaffi ist ein Schlumpfling. Wie die anderen wurde er in der Uhr von Vater Zeit wieder zum Kind gemacht. Von allen Schlümpfen schiebt er am häufigsten eine ruhige Kugel. Egal, wie die Situation ist: Er bleibt seelenruhig. Einige behaupten sogar, dass er ein bisschen lahm ist...
Sassette entstand, als die Schlumpflinge versuchten, das Schlumpfine-Rezept zu stehlen, um für Schlumpfine eine Freundin zu erschaffen, da sie sich einsam fühlte. Sie konnten jedoch dabei nur die Hälfte des Rezeptes stehlen, zugleich verwendeten die Schlumflinge nur Schlumpfportionen der Zutaten, wodurch ein weiblicher Schlumpfling, anstatt einer Schlumpfine entstand. Mit ihren Zöpfen und ihrer Latzhose ist Sassette ein echter Wildfang. Sie nutzt Alliteration, d. h. ihre Worte beginnen meist wie folgt „bibbernde Biber“, „schmetternde Streifenhörnchen“, „schwitzende Schwalben“ oder „leidender Lurch“.
Opa Schlumpf ist so alt, keiner kennt sein wirkliches Alter. Er war vor Papa Schlumpf das Oberhaupt des Dorfs. Vor 500 Jahren verließ er das Dorf in einer sehr wichtigen Mission: auf der Suche nach den vier Elementen, die den Stein des ewigen Lebens für die Schlümpfe aufladen.
Nanny Schlumpf war lange in einem Zauberschloss (Schloss Knastburg) gefangen, das nur alle 500 Jahre erscheint und sorglose Reisende gefangen nimmt. Opa Schlumpf und eine Handvoll mutiger Schlümpfe haben es schließlich geschafft, sie vom Schlossbann zu befreien. Auch ihr ständiger Begleiter Hopsa (auch Schmusi genannt) kann entkommen. In der 9. Staffel findet Schmusi ein Dorf in Australien mit den Plüschbären seiner Gattung, er verbleibt jedoch bei den Schlümpfen. Nanny Schlumpf ist der einzige weibliche Schlumpf, bei welchem nicht bekannt ist, ob sie vom Storch gebracht oder durch einen Zauberspruch erschaffen wurde.
Clocki wurde ursprünglich von Handy gebaut, um ihm mit all seiner ermüdenden Arbeit zu helfen. Er ist jedoch für die meisten Schlümpfe mehr als ein Roboter, weil er eines Tages durch Zufall gelernt hat, selbst zu denken. Er bringt König Gerard zurück auf den Thron und bleibt dort als kleiner Helfer. Er fühlt sich bald jedoch einsam, da König und Prinz eine Frau bekommen. Handy baut ihm Aufziehschlumpfine, nachdem sie Handys Liebe nicht erhielt, leben beide nun gemeinsam im Schloss Gerards.
Neugieri schuf in Schlumpfhausen die erste Zeitung namens „Schlumpfzeitung“. Leider wandte er sich schon bald dem Boulevardjournalismus zu und bedrängte Schlumpfine, Details aus ihrem Privatleben öffentlich zu machen. Am Ende bemerkte er seinen Fehler und schrieb wieder interessante und niveauvolle Artikel. In einer Episode wird er als Springerli bezeichnet, eine Anspielung an Axel Springer.
Schnuffi trägt als einziger eine rote Feder am Hut. Er hilft u. a. Torti bei seiner Diät und ähnelt einem Pfadfinder-Schlumpf.
Gimpli kann nicht „nein“ sagen und dies wird von den Schlümpfen häufig ausgenutzt.
Fürchti fürchtet sich vor allem und jedem, sogar vor seinem eigenen Schatten.
Schwächli fehlt Selbstvertrauen und traut sich nichts zu, erst nachdem Papa Schlumpf ihm die Creme „Kannes-machen-Creme“ gibt, die sich jedoch als Schlumpfbeerenmarmelade entpuppt, erntet er Selbstvertrauen.
Pfuschi kann sich nicht entscheiden und findet schwer seinen Platz unter den Schlümpfen, schließlich will er Doktor-Schlumpf werden und hilft den Schlümpfen sehr damit.
Architekti entwirft die Pilzhäuser im Schlumpfdorf (zusammen mit Handy), teilweise wagt er sich jedoch auch an etwa ausgefallenere Konstruktionen, wie zum Beispiel das Schlumpf-Hochhaus „Schlumpfonium“. Er ist somit der Architekt des Schlumpfdorfs.
Timberli ist ein Holzfällerschlumpf, der erst ab der 7. Staffel auftritt. Er wurde nach dem englischen Wort "Timber" ([Bau-]Holz, zugleich Warnruf US-amerikanischer Holzfäller) benannt.

### Gegenspieler
Gargamel ist ein böser, hinterhältiger und scheinheiliger Zauberer, der in einer scheußlichen Hütte mitten im Wald haust. Er hasst Schlümpfe und unternimmt alles, was in seiner Macht steht, um sie zu fangen. Zu ihrem Glück ist er aber auch sehr dumm, so dass sie ihm bisher immer entwischen konnten. Doch Vorsicht ist geboten, denn er hat Rache geschworen.
Azrael ist Gargamels Kater und sein Sündenbock. Er folgt dem Zauberer überall hin, immer in der Hoffnung, dass sein Meister ihm einen leckeren Schlumpf fängt und zum Fraß vorwirft. Das ist aber noch nie vorgekommen, denn er ist genauso dumm wie Gargamel. Dennoch ist er eine permanente Gefahr für jeden Schlumpf, der sich der Hütte von Gargamel nähert.
Rotznase ist einer der Hauptbösewichter, der im Schlümpfe-Cartoon in Staffel 6 „Die verzauberte Feder“ seinen ersten Auftritt hat und bis zur 8. Staffel mit dabei ist. Er ist ein boshaftes Kind, das seinen Lehrern auf der Zaubererschule immer nur Ärger bereitet hat, weshalb sie sich entschieden, ihn Gargamel als Gehilfen aufzuhalsen. Die Beziehung zwischen beiden kann man als „angespannt“ bezeichnen. Auch wenn er hin und wieder Gargamel bei seinen Plänen, die Schlümpfe zu fangen, unterstützt, so vertreibt sich Rotznase die Zeit doch lieber mit anderen Dingen.
Hogatha ist eine mit Warzen besetzte hässliche Hexe. Ihr Geier Harold begleitet sie häufig. Auch kann sie sich selbst in einen Schlumpf verwandeln und die Schlümpfe damit täuschen, nur einen kleinen blauen Schwanz kann sie sich nicht anhexen. Ihr Ziel sind die Schlümpfe, da sie durch einen Schlumpf eine straffere Schönheit der Haut erhofft.
Chlorhydris ist eine weitere hässliche Hexe, die das erste Mal in der 2. Staffel in der Folge „Mein Schlumpfiger Valentinstag“ erscheint. Ihr Haar wird von einer Kapuze bedeckt, bisher wurde nie erkannt, welche Haare sie besitzt. Sie hat eine Tochter, Priscilla, einen sprechenden Tukan sowie eine Fledermaus. Chlorhydris großes Ziel ist es eine Welt ohne Liebe zu schaffen.
Großmaul ist ein Oger der nahe dem Wald der Schlümpfe eine kleine Hütte besitzt. Er ist sehr einfältig und wird oft von Gargamel manipuliert. Er mag die Ogerin Großnase. Er isst gerne und möchte auch mal Schlümpfe kosten.
Balthasar ist ein Zauberer in einem Schloss, das von einem Drachen bewacht wird. Er ist der Patenonkel von Gargamel und Gargamels Nichte ist Denisa, die auch einige Auftritte ab der 8. Staffel hat. Gargamel versucht die Goldformel von ihm zu stehlen, um aus sechs Schlümpfen Gold zu zaubern. Sein Haustier ist ein Rabe.
Nemesis taucht erst ab der 8. Staffel auf und ist ein trollartiges hässliches Wesen, das seinen Körper unter einem Mantel mit Kapuze versteckt. Er war einst ein Mensch, wurde jedoch durch einen Trick von Opa Schlumpf zu diesen hässlichen Wesen und ist seitdem auf der Suche nach Opa Schlumpf und dem Langlebensstein. Daher nach der Rachegöttin Nemesis benannt.

### Freunde/Verbündete
Mutter Natur ist eine alte Frau, die tief im Wald in einem Schloss wohnt. Sie ist mit den Schlümpfen und der Natur eng verbunden. Sie ist für die Jahreszeitenwechsel zuständig und besitzt daher verschiedenste Zauberstäbe, die nur in Ausnahmen von anderen benutzt werden dürfen, da sie auch Unheil anrichten können.
Vater Zeit ist ein alter Mann mit einem alten Stab. In seinem Haus kann er über die Zeit regieren und sie steuern. Papa Schlumpf besucht ihn von Zeit zu Zeit. Es kann jedoch auch einiges angerichtet werden, z. B. werden hier drei Schlümpfe wieder zu Schlumpflingen und Schlaubi hat einmal die Zeit angehalten, wodurch sich alles veränderte, eh es wieder rückgängig gemacht wurde.
Cupido ist ein älterer kleiner Mann mit Flügeln. Sein Name ist die römische Variante des Amor, eben wie dieser kann er Liebespfeile aus seinem Köcher nehmen und abschießen. Die Schlümpfe besuchen ihn in der 9. Staffel in seinem Geburtsland Niederlande, dort ist er jung und rothaarig.
Federchen ist ein Weißstorch. Er ist ein guter Freund der Schlümpfe und bringt neugeborene Babyschlümpfe, so auch den jetzigen Babyschlumpf. Mithilfe von Federchen können weite Strecken auf seinem Rücken zurückgelegt werden, auch in Notsituationen hilft Federchen, z. B. gegen den Heulvogel.
Homnibus ist ein alter Zauberer mit einem langen Bart und einem violetten Umhang. Er ist mit Papa Schlumpf befreundet, mit dem er Schach spielt. Er ist einer der ersten Charaktere, da er auch schon in den Comics von Johann und Pfiffikus erscheint und die beiden in Die Schlümpfe und die Zauberflöte bereits mit einem Zauberspruch zum Schlumpfdorf bringen kann. Das Waisenkind Justin wird kurzer Zeit sein Ziehsohn.
Laconia ist eine Blumenfee. Sie ist taubstumm und muss sich mit Gebärdensprache mitteilen. Sie tritt das erste Mal in der Folge "In Zeichensprache schlumpfen" auf. Sie heiratet schließlich den Elfen Woody.

## Veröffentlichung
Die von den Hanna-Barbera-Studios produzierte Serie wurde erstmals vom 12. September 1981 bis zum 2. Dezember 1989 durch den Sender NBC in den USA ausgestrahlt und umfasst 256 Folgen. Die Serie wurde in über 26 Sprachen übersetzt, darunter Französisch, Italienisch, Spanisch, Japanisch und Polnisch. Im Mai 2008 erschienen in den USA neun DVDs mit Folgen der Serie.
Auf Deutsch wurde die Serie zum ersten Mal ab dem 15. April 1983 durch das ZDF ausgestrahlt. Später folgten Ausstrahlungen durch die Sender ProSieben, Sat.1, Super RTL, Tele 5, ORF eins, Disney Channel, Junior, Boomerang und Premiere.
Sony Pictures Home Entertainment veröffentlichte in Deutschland alle neun Staffeln in vier Chargen jeweils als Staffelbox auf DVD. Die Staffeln eins und zwei im August 2011, die Staffeln drei bis fünf im Oktober 2011, die Staffeln sechs und sieben im Dezember 2011 und die Staffeln acht und neun im März 2012.
Am 23. September 2016 wurde eine Gesamtausgabe mit 43 DVDs als Limited Edition veröffentlicht.

## Synchronisation
Zwischen 1983 und 1984 wurden 52 Folgen der Schlumpfserie, unter der Regie von Rudolf Krause im ZDF ausgestrahlt. Nach zwei Staffeln wurde die Serie eingestellt und von Tele 5 übernommen. Dort kam es zu einer neuen Synchronisation und einer Neuvertonung des Vorspanns durch Eberhard Cronshagen. Die Tele5-Synchronisation entspricht der heutigen bekannten, während die alte ZDF-Synchronisation größtenteils in Vergessenheit geraten ist. Verantwortlich für diese bekanntere Fassung waren die Planet-Wave-Studios in Hamburg, welche auch die meisten alten Tele-5-Cartoons synchronisierten. Viele bekannte Sprecher (Helmut Zierl, Andreas von der Meden, Kurt Goldstein, Gottfried Kramer, Jens Wawrczeck) liehen Charakteren der Schlümpfe ihre Stimme, im Gegensatz zum Original, in welchem häufiger ein Sprecher unterschiedliche Stimmen übernahm. Bemerkenswert sind auch das fast völlige Fehlen der Schlümpfe-Sprache („schlumpfen“, „schlumpfig“) zugunsten eines neutralen Hochdeutschs sowie das – im Vergleich zum Original sowie der ZDF-Fassung – nur marginale Hochpitchen der Stimmen, so dass die Stimmen nicht sonderlich verfremdet wirken. Während die Synchronisation als durchaus gelungen bezeichnet werden kann, sind die Übersetzungen der Episodentitel manchmal jedoch etwas verwirrend, da man die Titel wortwörtlich übersetzt hat, was jedoch nicht immer Sinn ergibt und zumindest in einem Fall komplett falsch ist.
| Rolle                       | Englischer Sprecher        | Deutscher Sprecher                                        | Deutscher Sprecher (ZDF)                               |
| --------------------------- | -------------------------- | --------------------------------------------------------- | ------------------------------------------------------ |
| Papa Schlumpf               | Don Messick                | Wolf Rahtjen                                              | Jochen Striebeck                                       |
| Handy                       | Michael Bell               | Michael Harck Gernot Endemann (Staffel 9)                 | Willy Schäfer                                          |
| Schlaubi                    | Barry Gordon Danny Goldman | Helmut Zierl Lutz Schnell (Staffel 9)                     | Mogens von Gadow                                       |
| Schlumpfine                 | Lucille Bliss              | Astrid Kollex                                             | Ursula Wolff                                           |
| Fauli                       | Michael Bell               | Thomas Schüler                                            | Manfred Erdmann                                        |
| Clumsy (Trotteli im ZDF)    | William Callaway           | Andreas von der Meden                                     | Michael Rüth                                           |
| Gargamel                    | Paul Winchell              | Kurt Goldstein Henry Kielmann (Staffel 9)                 | Kurt Goldstein                                         |
| Azrael                      | Don Messick                | Marianne Bernhardt                                        | Rudolf Krause                                          |
| Jokey                       | June Foray                 | Achim Schülke                                             | Gerd Potyka                                            |
| Muffi                       | Michael Bell               | Peter Heinrich                                            | Willi Röbke                                            |
| Hefty                       | Frank Welker               | Manfred Reddemann                                         | Fred Klaus                                             |
| Beauty                      | Alan Oppenheimer           | Holger Mahlich                                            | Leon Rainer                                            |
| Torti                       | Hamilton Camp              | Lutz Schnell Edgar Hoppe (Staffel 9)                      | Klaus Löwitsch                                         |
| Harmony                     | Hamilton Camp              | Douglas Welbat                                            |                                                        |
| Farmi                       | Alan Young                 | Günter Lüdke                                              |                                                        |
| Poeti                       | Frank Welker               | Lothar Grützner                                           |                                                        |
| Toulousi                    | William Callaway           | Hans Sievers Andreas Mannkopff (Staffel 9)                |                                                        |
| Fürchti                     | Alan Young                 | Thomas Karallus                                           | Michael Habeck                                         |
| Zwirni                      | Kip King                   | Wolfgang Jürgen                                           |                                                        |
| Gammeli                     | Marshall Efron             | Nicolas König                                             |                                                        |
| Traumi                      | Don Messick                | Klaus-Peter Kaehler                                       |                                                        |
| Gimpeli                     | Frank Welker               |                                                           |                                                        |
| Schnuffi                    | Kip King                   | Peter Kirchberger                                         |                                                        |
| Engelschlumpf               | William Christopher        |                                                           |                                                        |
| Neugieri                    | Frank Nelson               | Konrad Halver                                             |                                                        |
| Schwächli                   | Alan Young                 | Jens Wawrczeck                                            |                                                        |
| Opa Schlumpf                | Jonathan Winters           | Gottfried Kramer                                          |                                                        |
| Oma Schlumpf                | Susan Blu                  | Marianne Kehlau                                           |                                                        |
| Baby Schlumpf               | Julie McWhirter Dees       | Claudia Schermutzki                                       |                                                        |
| Sassette                    | Julie McWhirter Dees       | Eva Michaelis                                             |                                                        |
| Naturi / Nat Schlumpfling   | Charles Adler              | Boris Tessmann (Staffel 3) Jan-David Rönfeldt (Staffel 4) |                                                        |
| Weini                       | Mona Marshall              |                                                           |                                                        |
| Forschi                     | Pat Musick                 | Jens Wawrczeck                                            |                                                        |
| Schlaffi                    | Noelle North               | Nicolas König                                             |                                                        |
| Clocki, der Aufziehschlumpf | Frank Welker               | Frank Welker                                              |                                                        |
| Tarzan Schlumpf             | Frank Welker               | Claudia Schermutzki                                       |                                                        |
| Mutter Natur                | June Foray                 | Ursula Vogel (1. Stimme) Isabella Grothe (2. Stimme) a    |                                                        |
| Vater Zeit                  | Alan Oppenheimer           | Günther Jerschke                                          |                                                        |
| Großmaul                    | Alexander Weinrib          | Klaus Dittmann (1. Stimme) b Ingo Feder (2. Stimme)       |                                                        |
| Gargamels Mutter            | June Foray                 | Ingrid van Bergen                                         |                                                        |
| Rotznase                    | Brenda Vaccaro             | Brigitte Böttrich                                         |                                                        |
| Hogatha                     | Janet Waldo                | Ursula Sieg (1. Stimme)                                   | Beate Hasenau                                          |
| Harold, der Geier           | Frank Welker               | Frank Welker                                              | Rudolf Krause                                          |
| Das große Buch der Zauberei | Paul Winchell              | Gottfried Kramer                                          |                                                        |
| Balthasar                   | Keene Curtis               | Franz Josef Steffens                                      |                                                        |
| König Gerard                | Philip Proctor             |                                                           |                                                        |
| Peewee                      | Frank Welker               | Christian Stark                                           |                                                        |
| Nemesis                     | Frank Welker               | Joscha Fischer-Antze                                      |                                                        |
| Chlorhydris                 | Linda Gary                 | Ursula Vogel Ingrid van Bergen c                          |                                                        |
| König Borax                 | Kenneth Mars               | Harald Halgardt                                           |                                                        |
| Homnibus                    | Alan Oppenheimer           | Hans Paetsch                                              |                                                        |
| Erzähler                    | Kris Stevens Paul Kirby    | Tommi Piper                                               | Jochen Striebeck (Staffel 1) Rudolf Krause (Staffel 2) |

## Weitere Verfilmungen
Die erste Verfilmung des Comics war die belgische Zeichentrickserie Aus dem Leben der Schlumpfe (Les aventures des Schtroumpfs), die Ende der 60er Jahre auch im deutschen und österreichischen Fernsehen lief. Ein aus 5 Folgen zusammengeschnittener Film kam 1965 in die belgischen Kinos.
1976 folgte die belgische Filmproduktion Die Schlümpfe und die Zauberflöte, die auch in Deutschland und Österreich in die Kinos kam.
Im August 2011 kam der 3D-Film Die Schlümpfe weltweit in die Kinos, in dem die computeranimierten Schlümpfe in das reale New York des 21. Jahrhunderts gelangen. Die Handlung der Fortsetzung Die Schlümpfe 2 (2013) findet in Paris statt.

2017 entstand Die Schlümpfe – Das verlorene Dorf, welcher sich von den beiden anderen 3D-Filmen unterscheidet und wieder an jene Welt Peyos erinnert.
Eine neue Fernsehserie entstand ab 2021 in Belgien, siehe Die Schlümpfe (2021).